# Wodianer Albert (1834–1913)
Kapriórai báró Wodianer Albert (Pest, 1834. március 1. – Budapest, Terézváros, 1913. március 8.) iparmágnás, újpesti bőrgyáros, országgyűlési képviselő, főrendiházi tag, Ullmann Mór nagykereskedő, bankár unokája.

## Élete
Wodianer Mór (1810–1885) bankár, a Duna-Gőzhajózási Társaság vezérigazgatója és szitányi Ullmann Franciska fia. A gimnáziumot Pozsonyban, jogi tanulmányait pedig Bécsben végezte.
Országgyűlési képviselő hét ízben volt, háromszor az érsekújvári és négyszer az oravicai kerületből. A delegációnak kezdettől fogva 1904-ig volt tagja, s több mint negyedszázadig háznagya is. A naplóbíráló és a közgazdasági és közlekedésügyi bizottság tagja volt. Nyitra vármegye törvényhatósági bizottságának tagja.
1898-ban a király a valóságos belső titkos tanácsosi méltóságot adományozta neki. A Wodianer család bárói ága vele kihalt. A komjáti kastélyt nővérére Gabriellára hagyta, így az a Nemes család tulajdonába került.
A Budapest XII. kerületi Szent János Kórház belosztályának épületénél áll fiatalon elhunyt lányának, Alíznak emléket állító ún. Wodianer Albert-emlékmű (alkotója Hűvös László). Az osztály 1916-ban nyílt meg, döntő mértékben az ő kezdeményezésére és adakozásából. Az épület megépítését segítő alapítvány létrehozásával kívánta segíteni a fővárosi köztisztviselők és szegénysorsúak egészségügyi ellátását.
Számos jótékony ügyet támogatott, többek között 1871-ben a nagyrőcei szlovák gimnáziumot is. A politikai tevékenységéből következően az élclapok (Borsszem Jankó) is megörökítették személyét.